# Стрелиция белая
Стрели́ция бе́лая (лат. Strelitzia alba) — многолетнее древовидное растение, вид рода Стрелиция (Strelitzia) семейства Стрелициевые (Strelitziaceae).

## Название
Ботаническое родовое название дано в честь принцессы Шарлотты Мекленбург-Стрелицкой, супруги британского короля Георга III, патронессы Королевских ботанических садов Кью. В нем сохранено исходное немецкое написание Strelitzia, но русскоязычное произношение является искаженным вариантом — по правилам немецкого языка оно читается как «Штрелиц», что отражено, например, в названии района Мекленбург-Штрелиц и города Нойштрелиц, находящихся на месте бывшего герцогства Мекленбург-Стрелиц. 
Видовое название alba образовано от лат. alba (ж. р.) — белый и отражает окраску околоцветника.
Среди бытовых названий в иностранных языках популярны "капский дикий банан" (англ. Cape wild banana), "капский ложный банан" (англ. Cape mock banana)  или "белоцветковый дикий банан" (англ. white-flowered wild banana), данные за сходство внешнего вида растения с представителями рода банан. В русском языке более распространено научное латинское название.

## Ботаническое описание
Одна из трех древовидных стрелиций (помимо с. Николая и с. хвостатой), напоминающая внешним видом крупные растения банана, с которыми ее часто путают. 
Многолетнее растение с несколькими неразветвленными стеблями, достигающими 10 метров в высоту. С возрастом стебли одревесневают, сохраняя следы отмерших листьев. В прикорневой зоне часто формируются молодые отпрыски.
Листья собраны пучками на концах побегов, имеют продолговатую форму, достигают 2 м в длину и 0,4—0,6 м в ширину. Расположение супротивное в одной плоскости, образуя веер. Листовая пластинка кожистая, зеленого или сероватого цвета. Под воздействием ветра с возрастом разрываются на узкие полоски вдоль вторичных жилок перпендикулярно центральной, превращаясь в бахрому.
Цветонос укороченный, практически отсутствующий, соцветия появляются из пазух листьев. Соцветие уплотненное, обычно с 5 бутонами, заключенными в крупные прицветники-покрывала в форме веретена или "клюва". Прицветники одиночные, что является одним из самых явных отличительных признаков вида, тогда как у очень схожей по внешнему виду стрелиции Николая прицветники расположены по нескольку штук на цветоносе и как бы "вставлены" друг в друга. Окраска темная, практически черная. Длина 25-30 см., высота 6-8 см., ширина около 4,5 см. В период цветения из прицветника выделяется большое количество слизи. 

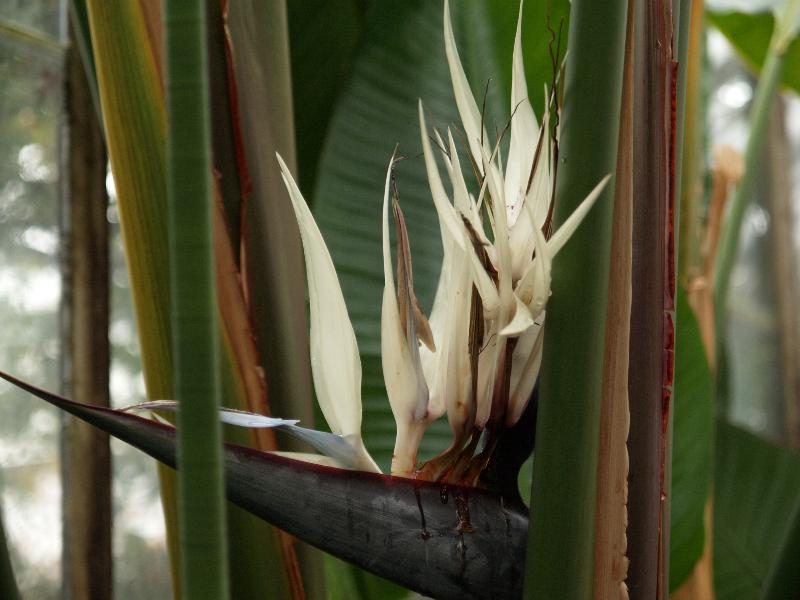
Цветок

Цветки появляются поочередно. Чашелистики 16-18 см. длиной и 3-3,5 см. в ширину, белые. Лепестки также белые, верхний ланцетовидный, около 3,5 см. длиной и 1 см. шириной. Нижние лепестки сросшиеся в форме наконечника стрелы, 4-4,5 см. длиной и 1-1,2 см. в ширину. Тычиночные нити длиной 3 см., пыльники - до 5 см.  
Плод — жёсткая одревесневающая коробочка, раскрывающаяся с верхушки по средним линиям стенок камер.
Семена округлые, окрас колеблется от чёрного до коричневого; с ярким оранжевым ворсистым присемянником.
Количество хромосом 2n = 22, в отличие от других видов рода, у которых 2n = 14.

## Распространение и экология
Стрелиция белая имеет очень ограниченный ареал в 200-километровой прибрежной зоне Восточной Капской провинции. Она произрастает в охраняемых ущельях и на склонах вдоль рек. В Красной книге южноафриканских растений вид имеет статус Least Concern (находящийся под наименьшей угрозой). Однако, некоторые специалисты выражают опасения по поводу стабильности природной популяции в связи с практически сплошным сбором семян и выкопкой корневых отпрысков, что препятствует естественному возобновлению и расширению ареала. 
В природе цветение продолжается с мая по июль, когда в Южном полушарии наступает более прохладный "зимний" сезон. Созревание плодов приходится на лето, с ноября по февраль.
Опылителями вида считаются пчелы и птицы-нектарницы, однако, участие последних в процессе опыления достоверно не подтверждено. Наблюдения в ботаническом саду Кирстенбош показали, что естественным образом семена практически не завязываются в силу самостерильности экземпляров, для этого требуется перенос пыльцы с других растений. Даже при искусственном опылении количество жизнеспособных семян невелико. 

## Применение

### Применение в садоводстве
Стрелиция белая может использоваться в качестве одиночного крупного объекта в ландшафтном дизайне средних и крупных садовых пространств.

## Классификация

### Таксономическое положение
|  |                                |  |                                                  |                                                  |                        |  | еще 7 семейств в порядке Имбирецветные (APG IV, 2016) | еще 7 семейств в порядке Имбирецветные (APG IV, 2016) |                                                    |  |  |  | еще 4 вида в роде Стрелиция (APG IV, 2016) |
|  |                                |  |                                                  |                                                  |                        |  | еще 7 семейств в порядке Имбирецветные (APG IV, 2016) | еще 7 семейств в порядке Имбирецветные (APG IV, 2016) |                                                    |  |  |  | еще 4 вида в роде Стрелиция (APG IV, 2016) |
|  |                                |  |                                                  | порядок Имбирецветные                            |                        |  |                                                       |                                                       | род Стрелиция                                      |  |  |  |                                            |
|  |                                |  |                                                  | порядок Имбирецветные                            |                        |  |                                                       |                                                       | род Стрелиция                                      |  |  |  |                                            |
|  | отдел Цветковые (APG IV, 2016) |  |                                                  |                                                  | семейство Стрелициевые |  |                                                       |                                                       | вид Стрелиция белая                                |  |  |  |                                            |
|  | отдел Цветковые (APG IV, 2016) |  |                                                  |                                                  | семейство Стрелициевые |  |                                                       |                                                       |                                                    |  |  |  |                                            |
|  |                                |  | ещё 63 порядка цветковых растений (APG IV, 2016) | ещё 63 порядка цветковых растений (APG IV, 2016) |                        |  |                                                       | еще 2 рода в семействе Стрелициевые (APG IV, 2016)    | еще 2 рода в семействе Стрелициевые (APG IV, 2016) |  |  |  |                                            |
|  |                                |  |                                                  | ещё 63 порядка цветковых растений (APG IV, 2016) |                        |  |                                                       |                                                       | еще 2 рода в семействе Стрелициевые (APG IV, 2016) |  |  |  |                                            |

### Систематика
Первая публикация вида на основе гербарного экземпляра была сделана Карлом Линнеем мл. в 1782 году под названием Геликония белая (Heliconia alba) в издании "Supplementum Plantarum", стр. 157 Практически в это же время другой шведский ботаник Карл Тунберг классифицировал растение как Стрелиция Августы (Strelitzia augusta) в "Nova genera plantarum", стр. 113. В 1912 году современное название стрелиция белая опубликовал американский ботаник Гомер Скилс в "US Department of Agriculture's Bureau of Plant Industry Bulletin", 248, стр. 57

### Сорта и гибриды
Сведения о культивируемых сортах и гибридах стрелиции белой отсутствуют.